# Malibamat'so

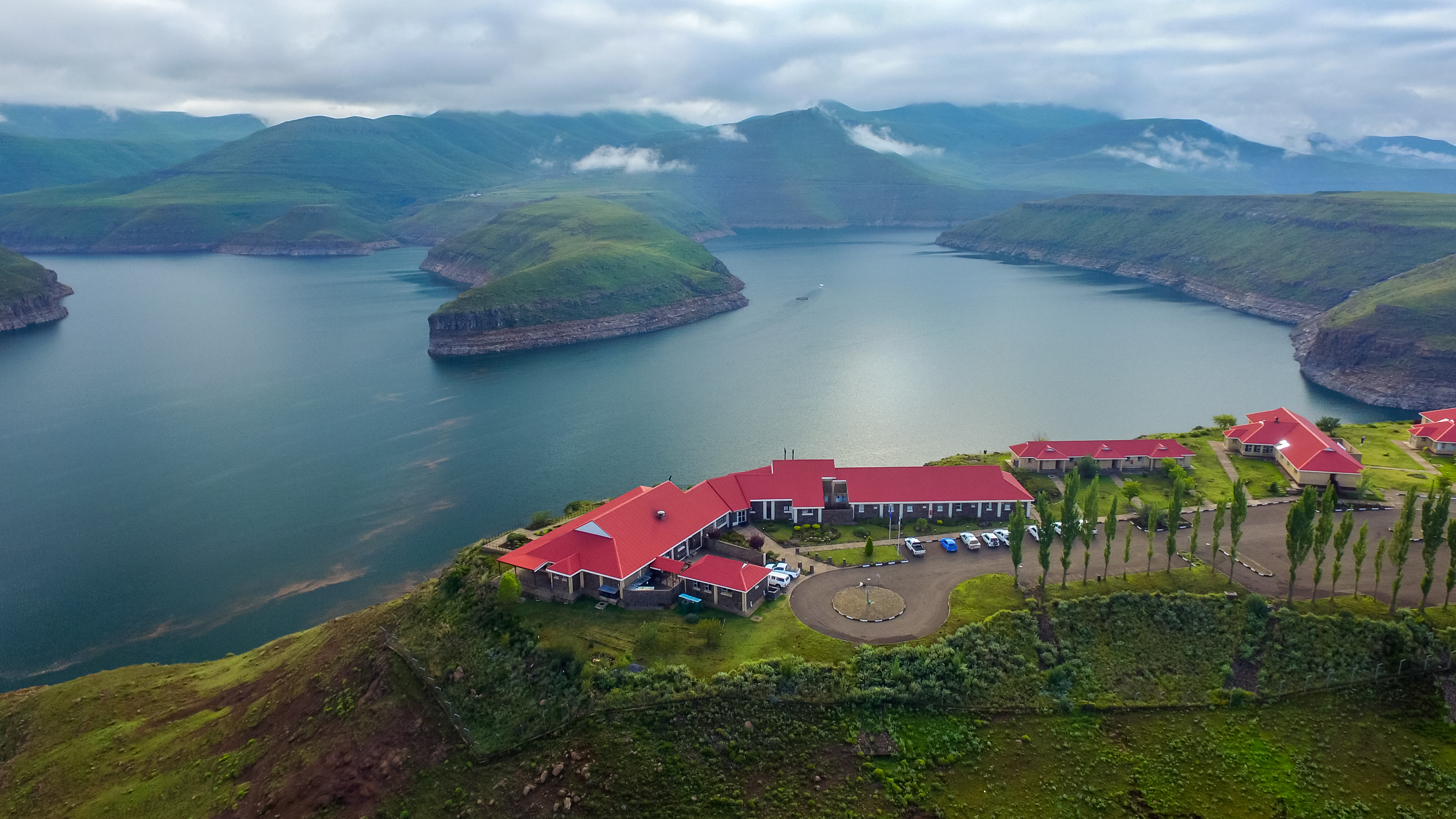
Il fiume Malibamat'so in Lesotho.

Il Malibamat'so è un fiume nel nord del Lesotho. La sua origine è vicino al confine sudafricano, dove prosciuga le pendici orientali della catena dei Maloti. Scorre verso sud oltre il villaggio di Lejone, e alla fine si unisce al fiume Senqu 5 chilometri a nord-est di Mohlanapeng.
Il Malibamat'so forma il braccio settentrionale del bacino idrico della diga di Katse, una parte del Lesotho Highlands Water Project. Katse è la diga più alta dell'Africa a 1.993 metri sul livello del mare. Qui il fiume è unito dal fiume Bokong. A valle gli affluenti della riva sinistra del Malibamat'so sono i fiumi Matsoku e Semenanyane, prima che formino un affluente della riva destra del fiume Senqu.